# فرشته مست
فرشته مست (به انگلیسی: Drunken Angel) (به ژاپنی: 酔いどれ天使) فیلم یاکوزای ژاپنی به کارگردانی فیلمساز نامی ژاپن آکیرا کوروساوا است که در سال ۱۹۴۸ توزیع شد. فرشته مست اولین فیلم از ۱۶ فیلمی بود که کوروساوا و توشیرو میفونه در آن با یکدیگر همکاری داشتند.

## بازیگران
- تاکاشی شیمورا (دکتر سانادا)
- توشیرو میفونه (ماتسوناگا)
- ریسابورو یاماموتو (اوکادا)
- میچیکو کوگوره (نانائه)
- چیه کو ناکاکیتا (پرستار میو)
- ایتارو شیندو (تاکاهاما)